# Royal Crescent
Royal Crescent er 30 rækkehuse, der ligger i en halvbue i byen Bath i England. De blev tegnet af arkitekten John Wood, den yngre og blev opført mellem 1767 og 1774, og de er et af de bedste eksempler på georgiansk arkitektur i Storbritannien, og er en listed building af første grad. Selvom der er blevet lavet visse ændringer til de forskellige interiørs i løbet af årene, så står den georgianske stenfacade stadig som da den blev bygget.
Den 150 m lange halvbue har 114 ioniske søjle på første sal med entablement i palladiansk stil over. Det var den første halvbue af rækkehuse der blev bygget, og er et eksempel rus in urbe" (landet i byen) med deres udsigt til en park overfor.
Mange berømte personer har enten boet eller overnattet i Royal Crescent siden den blev bygget for over 200 år siden, og nogle bliver mindet på særlige mindeplader, der er blevet opsat på de pågældende bygninger. Af Royal Crescents 30 byhuse er 10 stadig huse i fuld størrelse, 18 er blevet opdelt i lejligheder i forskellige størrelser;; 1 er blevet omdannet til No. 1 Royal Crescent museum og et stort hus i midten i nummer 16 er blevet til Royal Crescent Hotel.

## Film og tv
I 1965 brugte komedien The Wrong Box (1966) Royal Crescent i vid udstrækning til optagelserne, hvor den agerede London. I filmen Catch Us If You Can fra 1965 var også en sekvens, der var blevet optaget uden for husene og inde i et af dem.
I 2007 blev der filmet en tv-udgave af Jane Austens Kærlighed og svaghed kaldet Persuasion, hvor mange scener blev lavet ved Royal Crescent, hvor Elliot-familien skulle bo i Bath. I 2008 blev Royal Crescent brugt i filmen The Duchess med Keira Knightley.
Den fiktive heltinde i BBC1 arkæologithriller Bonekickers blev afbildet som om hun bøde i Crescent.